# Niederösterreichische Landesregierung

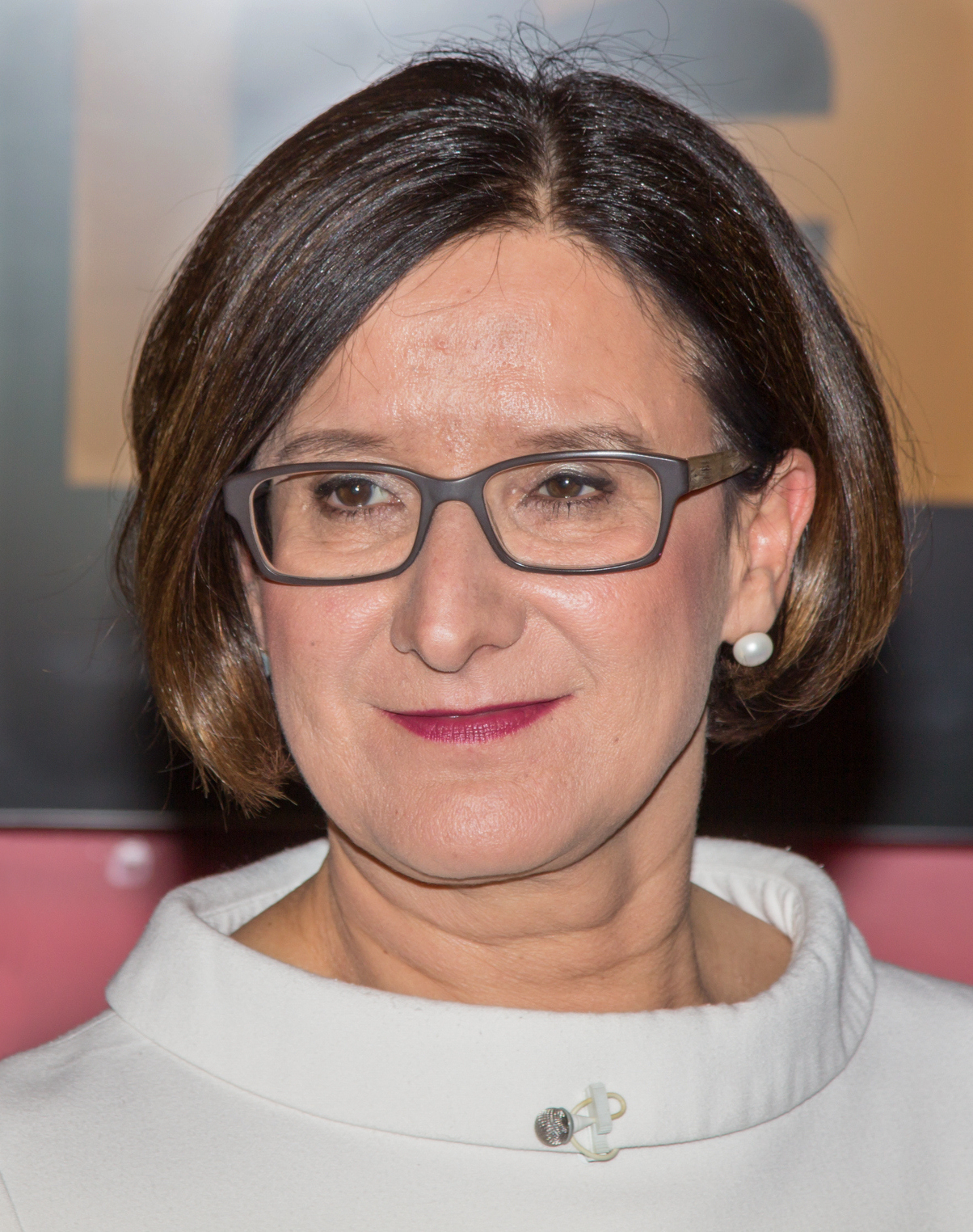
Johanna Mikl-Leitner (Fotogr. 2016) ist Vorsitzende der niederösterreichischen Landesregierung

Die niederösterreichische Landesregierung ist das höchste Verwaltungsorgan des österreichischen Bundeslandes Niederösterreich. Den Vorsitz führt als prima inter pares die Landeshauptfrau. Dies ist seit 2017 Johanna Mikl-Leitner. Sie steht der Landesregierung Mikl-Leitner III vor und repräsentiert das Land Niederösterreich nach außen.

## Aktuelle Mitglieder der Landesregierung
Die niederösterreichische Landesregierung wurde zuletzt am 23. März 2023 vom niederösterreichischen Landtag gewählt. Sie besteht aus neun Mitgliedern. Davon sind vier Mitglieder der ÖVP, zwei der SPÖ und drei Mitglieder von der FPÖ nominiert. Die Zusammensetzung der Landesregierung erfolgt nach dem Proporzsystem. Das bedeutet, dass alle Parteien mit einer bestimmten Anzahl von Abgeordneten im Landtag durch mindestens einen Sitz auch in der Regierung vertreten sind. 
- Johanna Mikl-Leitner (ÖVP), Landeshauptfrau
- Stephan Pernkopf (ÖVP), Landeshauptfrau-Stellvertreter
- Udo Landbauer (FPÖ), Landeshauptfrau-Stellvertreter
- Sven Hergovich (SPÖ), Landesrat
- Christoph Luisser (FPÖ), Landesrat
- Eva Prischl (SPÖ), Landesrätin
- Susanne Rosenkranz (FPÖ), Landesrätin
- Ludwig Schleritzko (ÖVP), Landesrat
- Christiane Teschl-Hofmeister (ÖVP), Landesrätin